# Мілкув-Кольонія
Мілкув-Кольонія (пол. Miłków-Kolonia) — село в Польщі, у гміні Семень Парчівського повіту Люблінського воєводства.
Населення — 229 осіб (2011).
У 1975-1998 роках село належало до Білопідляського воєводства.

## Демографія
Демографічна структура станом на 31 березня 2011 року:
|          | Загалом | Допрацездатний вік | Працездатний вік | Постпрацездатний вік |
| -------- | ------- | ------------------ | ---------------- | -------------------- |
| Чоловіки | 106     | 23                 | 74               | 9                    |
| Жінки    | 123     | 25                 | 71               | 27                   |
| Разом    | 229     | 48                 | 145              | 36                   |